# Sertularia dohrni
Sertularia dohrni is een hydroïdpoliep uit de familie Sertulariidae. De poliep komt uit het geslacht Sertularia. Sertularia dohrni werd in 1923 voor het eerst wetenschappelijk beschreven door Stechow. 